# Castillo de Clearwell
El Castillo de Clearwell, en el Bosque de Dean, Gloucestershire (Reino Unido), es un edificio neogótico construido en el siglo XVIII, declarado Monumento clasificado de grado II, que cobró relevancia al ser utilizado por diversas bandas de rock como estudio de grabación y lugar de inspiración durante los años 70 y 80.

## Historia
Construido en 1727 por Roger Morris para la familia de Wyndham, el edificio actual se levantó sobre las ruinas de una antigua edificación, es por esto que parte de la sala de baile date de alrededor de 1600. El castillo perteneció a la familia hasta que fue subastado el 22 de junio de 1907. El edificio pasó entonces a manos del coronel Charles Vereker, hasta que el 18 de marzo de 1929, fue destruido por un incendio. Una valiosa colección de muebles de época, antigüedades y objetos de valor se perdieron para siempre. El coronel Vereker comenzó la restauración del edificio, sin embargo, tras su muerte en 1947, el Castillo de Clearwell se fue a la ruina. En 1953, un hombre de negocios compró el castillo con la intención de demolerlo.
Frank Yeates, que dirigía una panadería en Blackpool se enteró de la noticia de la demolición del castillo y consiguió adquirirlo por apenas 3000 libras. Frank y su hijo Bernard restauraron el edificio por sí mismos. Después de años de duro trabajo decidieron montar un estudio de grabación y una sala de ensayo en el sótano junto a las mazmorras y alquilarlo a bandas de rock.
Los primeros clientes fueron el grupo Badfinger que en 1971 ocuparon el castillo durante seis meses, allí grabaron el álbum "Straight Up". Black Sabbath fueron los siguientes inquilinos. Compusieron allí la totalidad de las canciones del álbum Sabbath Bloody Sabbath de 1973. El 23 de septiembre de ese mismo año Deep Purple presentaban ante los medios de comunicación, en el Castillo de Clearwell, a sus dos nuevos componentes; Glenn Hughes y  David Coverdale. La banda había alquilado el lugar para componer el que sería uno de sus trabajos más celebrados, Burn. 
Peter Frampton compuso en 1975 su álbum "Frampton" y en mayo de 1978, los componentes de Led Zeppelin se recluyeron en el Castillo de Clearwell para componer buena parte de In through the out door antes de viajar a Suecia para su grabación. Fue base habitual de Whitesnake en los primeros ochenta. Bad Company, Queen o Mott the Hoople también pasaron temporadas de retiro entre sus muros.
En 1982, la familia Yeates vendió el castillo. Los compradores, la familia de Gresham, llevó a cabo una profunda restauración del edificio y luego vendió el castillo a la familia Frazer Steele que lo convirtieron en un hotel. Finalmente en 1997, el Castillo de Clearwell fue adquirido por su actual propietario, una compañía que se dedica a la celebración de bodas y eventos.